# Keith Hughes
Keith Hughes (ur. 29 czerwca 1968 w Carteret, zm. 8 lutego 2014) – amerykański koszykarz, występujący na pozycji skrzydłowego, trener koszykarski.

## Osiągnięcia
NCAA
- Wicemistrz NCAA (1987)[1]
- Zawodnik Roku Konferencji Atlantic 10 (1991)[2]

Drużynowe
- Zdobywca pucharu Bułgarii (2000)
- Uczestnik Pucharu Saporty (1999/2000)[3]

Indywidualne
- MVP ligi bułgarskiej (2000)
- Uczestnik Meczu Gwiazd PLK (1996)[4]
- Wybrany do  Carteret Hall of Fame
- Lider ligi francuskiej w zbiórkach (1995)
- Uczestnik konkursu wsadów PLK (1996)